# 笠松天神社古墳
笠松天神社古墳（日语：／ Kasamatsutenjinjakofun）是位於日本長崎縣平戶市田平町小手田免的一座前方後圓墳，為長崎縣指定史跡。古墳是日本本土最西的前方後圓墳。

## 概要
古墳位於長崎縣西北面，北松浦半島的前端部分的台地上。古墳域建有笠松天神社。1975年，古墳首次被發現。翌年，對古墳進行了測量調查。1988年，在古墳進行了考古調查，出土了可能是墓室的板石和數件土器碎片。
古墳為前方後圓墳，前方部分朝東南方向，墳丘表面有葺石，墓室則位於後圓部中央位置，但是由於遭到盜墓，現在並未有相關的痕跡。
古墳推測建於古墳時代前期（約4世紀中期），是日本本土部最西的前方後圓墳，由於前方後圓墳是大和王權的象徵墓制，因此可見當時大和王權的影響力已經滲透至該地，也是長崎縣本土部分中少有的前方後圓墳之一，全部總計只有7座。
2007年，古墳域成為長崎縣指定史跡，其附近的前方後圓墳岳崎古墳也同時獲指定。

## 規模
古墳的規模如下。
- 墳丘長：34米
- 後圓部分
  - 直徑：22米
  - 高：2.5米
- 前方部分
  - 闊：14米
  - 高：1.4米

有些前方部分的由於興建道路而被削平。

## 文物

### 長崎縣指定文物
- 史跡
  - 笠松天神社古墳 - 2007年8月31日指定[2]。

## 外部連結
- 笠松天神社古墳 （页面存档备份，存于）
- 笠松天神社古墳[永久]